# Paradise (Computerspiel)
Paradise ist ein Point-and-Click-Adventure des französischen Computerspielentwicklers White Birds Productions aus dem Jahr 2006 und basiert auf einer gleichnamigen, vierbändigen Comicreihe des belgischen Comickünstlers Benoît Sokal. Der Spieler steuert darin eine junge Frau, die nach einem Flugzeugabsturz im fiktiven afrikanischen Königreich Mauranien in den Kampf zwischen König und Rebellen gerät. Eine 2008 für die Handheld-Konsole Nintendo DS erschienene Portierung trägt den Titel Der letzte König von Afrika.

## Handlung
Der Spieler übernimmt die Rolle der 21-jährigen Ann, die mit ihrer Mutter in der Schweiz lebt. Anns Mutter war die Frau von Rodon, dem König des fiktiven, afrikanischen Königreichs Mauranien. Vor 13 Jahren war Anns Mutter vor ihrem Mann, einem chronisch misstrauischen Tyrannen, in die Schweiz geflohen. Mittlerweile bröckelt Rodons Macht in Mauranien, und Rebellen sind auf dem Vormarsch, die von einem Nachbarstaat unterstützt werden. Zusätzlich ist Rodon tödlich erkrankt. Er hat sich auf eine vor der Küste des Landes vor Anker liegendes Schlachtschiff zurückgezogen. Fixiert auf die Idee, seine Macht an seine Tochter übergeben zu können, lässt er sie für ein letztes Treffen zu sich bitten. Widerwillig kommt Ann dem Wunsch nach und fliegt nach Mauranien. Noch bevor das Flugzeug die Hauptstadt erreicht, wird es von den Rebellen über einer abgelegenen Region abgeschossen. Ann überlebt den Absturz nur leicht verletzt, erleidet aber eine schwere Amnesie und kann sich weder an ihren Namen noch an den Zweck ihrer Reise erinnern. Bewohner der Region finden sie und bringen sie in die Stadt Madargane zum Palast des lokalen Prinzen, wo sie versorgt wird. An dieser Stelle setzt das Spiel ein.
Der Prinz hält sich einen schwarzen Leoparden, den eine mythische Aura umgibt. Als Ann auf das Tier trifft, ist sie sicher, ihm schon einmal begegnet zu sein. Auch der Prinz bemerkt eine Verbindung zwischen der Frau und dem Tier und erlegt Ann auf, den Leopard zu dessen Geburtsort zurückzubringen. Diese Aufgabe beschäftigt Ann das gesamte Spiel über. Ihre Reise beginnt in der nordafrikanische geprägten Stadt Mandargane. Später stößt sie auf das Volk der Baobab, dessen Angehörige sich mittels einer Pfeifsprache verständigen, ihr gesamtes Leben auf den Bäumen des mauranischen Urwaldes verbringen und nie einen Fuß auf den Erdboden setzen. In einer Smaragdmine muss sich Ann mit einem diktatorischen Aufseher herumschlagen. Aus amnesiebedingter Unkenntnis ihrer Abstammung schließt sie sich anschließend den mauranischen Rebellen an. Schließlich gelangt sie zum Schlachtschiff ihres Vaters, das einer schwimmenden Stadt ähnelt. Dort dringt sie zu ihrem Vater vor und erschießt ihn.

## Spielprinzip und Technik
Paradise ist ein sogenanntes 2,5D-Point-and-Click-Adventure. Aus Polygonen zusammengesetzte, dreidimensionale Charaktere bewegen sich vor vorgerenderten 2D-Kulissen. Mit der Maus gibt der Spieler seinem Charakter Aktionsbefehle, bewegt ihn von Ort zu Ort, untersucht die Szenerie, analysiert und kombiniert gefundene Gegenstände sowie Hinweise und Aussagen anderer Charaktere. Dialoge mit NPCs werden durch ein Auswahlmenü mit Themen in Form von Stichworten geführt. Mit fortschreitendem Handlungsverlauf werden weitere Orte freigeschaltet. Gelegentlich muss der Spieler die Rolle des schwarzen Leoparden übernehmen; diese Spielabschnitte bestehen lediglich aus Bewegung durch die Spielwelt, eine Interaktion mit derselben ist als Leopard nicht möglich. Die Sequenzen, in denen der Spieler die Rolle des Leoparden übernimmt, fordern vom Spieler Geschicklichkeit statt Nachdenken, sind im Gegensatz zum restlichen Spiel in 3D gehalten und werden entsprechend in Echtzeit berechnet.

## Produktionsnotizen
Autor des Spiels ist Benoît Sokal, ein belgischer Comiczeichner. Dieser hatte 2002 für den französischen Publisher Microïds die dreiteilige Syberia-Adventurereihe entworfen und später seine eigene Firma White Birds Productions gegründet. Paradise war der erste veröffentlichte Titel der Firma. Im Handbuch erläutert Sokal, dass die Thematik des Spiels durch seine Kindheit begründet ist. Diese verbrachte er in Belgien, das bis zu Sokals sechsten Lebensjahr die Kolonialherrschaft über das damalige Belgisch-Kongo ausübte. Geschichten über Afrika und insbesondere den "wilden" Kongo hätten Sokal damals fasziniert, und diese Faszination hätte sich erhalten. Bei der Gestaltung der Stadt Madargane verarbeitete er Eindrücke eines Urlaubs in Marrakesch sowie das Werk des französischen Malers Auguste Delacroix. Das zentrale Motiv des Spiels ist nach Sokal die Hassliebe zwischen einem Vater und seiner Tochter. Der Autor verglich sein Werk mit einer „griechischen Tragödie, die in Afrika spielt“.
Die im April 2006 veröffentlichte Fassung wurde von Spielern und Medien wegen diverser Programm- und Designfehler kritisiert. Für den deutschen Markt orderte der Publisher Dtp entertainment deshalb Verbesserungen, bevor er das Spiel auf den Markt brachte. 2009 veröffentlichte Dtp das Spiel im Rahmen einer weiteren Verwertung der Lizenz erneut, und zwar im Rahmen eines Pakets mit den Sokal-Titeln Syberia und Syberia II als Adventure Collection 1; das Paket begründete eine insgesamt neunteilige Serie von Wiedervöffentlichungs-Paketen des Publishers.
Von 2005 bis 2008 schuf Sokal zusammen mit Zeichner Brice Bingono und Kolorator Jean-François Bruckner vier Comicbände zum Spiel, die vom belgischen Verlag Casterman verlegt und 2010 auch in einer einbändigen Komplettfassung neu veröffentlicht wurden. Eine einbändige, 200 Seiten umfassende deutsche Ausgabe wurde bereits am 1. April 2009 vom Bielefelder Splitter-Verlag herausgebracht. 2006 veröffentlichte Sokal in Zusammenarbeit mit dem französischen Schriftsteller und Medienjournalisten Gérard Pangon den Bildband Lost Paradise of Maurania mit Konzeptzeichnungen und Hintergrundinformationen zum Spiel.
2008 erschien unter dem Titel Der letzte König von Afrika (Originaltitel: Last King of Africa) eine Portierung des Spiels für die Handheld-Konsole Nintendo DS. 2010 erschien eine in zwei Teile aufgeteilte Fassung für mobile Endgeräte mit dem Betriebssystem iOS.

## Rezeption
Paradise erhielt gemischte bis negative Bewertungen. Die Rezensionsdatenbank Metacritic aggregiert 17 Rezensionen zu einem Mittelwert von 57.
Das Fachmagazin Adventure-Treff stellte heraus, dass sich im Laufe des Spiels dem Spieler zwar die Geschichte erschließe, dass aber die Handlungen der Spielfigur davon weitgehend unberührt blieben. Es lobte die „fotorealistisch gerenderte“ Grafik; Sokals Schöpfungen wirkten „entrückt aus der Realität“ und seien hochgradig originell, die Spielwelt sei aber weitgehend leer und animationsarm. 4Players befand, die Story böte Potenzial, sei aber langatmig erzählt und hinterlasse keinen bleibenden Eindruck. Die Charaktere hätten keinen Tiefgang. Das Magazin notierte außerdem massive technische Probleme bis hin zu Abstürzen. Gelobt wurden die cineastischen Zwischensequenzen.